# Bandeira de São José dos Pinhais
A Bandeira de São José dos Pinhais é um dos símbolos oficiais do município, ao lado do brasão e do hino. Foi oficializada por força da lei municipal nº 20, de 3 de setembro de 1971.
Sua cor é totalmente azul piscina com o brasão municipal colocado no centro do retângulo. A bandeira atual foi adotada em 1971, durante a gestão do prefeito Francisco Ferreira Claudino. A atual lei dos símbolos municipais, que regulamenta o uso da bandeira municipal encontra-se em vigor desde a mesma época da adoção.

## Descrição
Seu desenho é composto de um retângulo de proporção largura-comprimento de 7:10. A Bandeira de São José dos Pinhais é composta de um retângulo azul piscina, onde é centralizado um brasão, sendo nele contido um pinheiro (Araucaria angustifolia) que uma engrenagem circunda, tudo isso em um fundo azul celeste e verde claro. No lado direito do brasão, um ramo de erva-mate, e à esquerda, um outro de trigo. Na parte de cima do brasão, encontra-se uma faixa branca com os dizeres: MUNICÍPIO DE e na parte outra faixa branca com os dizeres: S. JOSÉ DOS PINHAIS - 8 DE JANEIRO DE 1.853, sendo figurado no centro, ao pé do brasão, um ramo em branco.